# Галеев, Алексей Михайлович
Алексе́й Мавлетдинович (Михайлович) Гале́ев (род. 20 апреля 1969, Серпухов) — российский тренер по боксу. В течение многих лет работает тренером в боксёрском клубе «Олимп» и СШОР по единоборствам МГФСО, тренер высшей квалификационной категории, личный тренер чемпионов мира среди профессионалов братьев Дмитрия и Фёдора Чудиновых, заслуженный тренер России.

## Биография
Алексей Галеев родился 20 апреля 1969 года в городе Серпухове Московской области. Серьёзно заниматься боксом начал в 1980 году, выполнил норматив мастера спорта СССР, служил в спортивной роте в Вооружённых Силах СССР, затем решил посвятить себя тренерской деятельности.
В течение многих лет работал тренером в серпуховской академии бокса «Олимп», где подготовил множество талантливых боксёров, добившихся успеха на всероссийском и международных уровнях, членов национальной сборной России по боксу. Тренер спортивной школы олимпийского резерва по единоборствам Московского городского физкультурно-спортивного объединения Москомспорта. Тренер высшей квалификационной категории.
Среди учеников Галеева наиболее известны братья Дмитрий и Фёдор Чудиновы, мастера спорта международного класса, титулованные боксёры-любители, позже ставшие чемпионами мира среди профессионалов. В 2009 году их сотрудничество прервалось, так как братья уезжали боксировать в США в американском промоушене, однако через какое-то время они вернулись в Россию и снова стали подопечными Галеева, который занимался их подготовкой к нескольким значимым профессиональным поединкам, в том числе чемпионским, как то бой Фёдора Чудинова против Джорджа Гроувса.
Участвовал в подготовке непобеждённых российских боксёров-профессионалов Андрея Сироткина (15-0, 4 КО) и Владимира Шишкина (7-0, 4 КО).
За выдающиеся достижения на тренерском поприще Алексей Галеев был удостоен почётного звания «Заслуженный тренер России».